# وستهوفن
وستهوفن (به فرانسوی: Westhoffen) یک کمون در فرانسه با جمعیت ۱٬۶۲۸ نفر است که در Canton of Wasselonne واقع شده‌است.